# Sự mở rộng của ASEAN

██ Thành viên đầy đủ của ASEAN
██ Quan sát viên ASEAN
██ Ứng cử viên thành viên ASEAN
██ ASEAN+3
███ Hội nghị cấp cao Đông Á
██████ Diễn đàn Khu vực ASEAN

Sự mở rộng của Hiệp hội các quốc gia Đông Nam Á là quá trình mở rộng Hiệp hội các quốc gia Đông Nam Á (ASEAN) thông qua việc kết nạp các quốc gia thành viên mới. Quá trình này bắt đầu từ khi năm thành viên sáng lập hiệp hội ký thông qua Tuyên bố Bangkok năm 1967. Kể từ đó, số lượng thành viên ASEAN đã tăng đến con số 10 tính tới khi Campuchia gia nhập năm 1999.
Hiện tại, có hai quốc gia đang ứng cử vị trí thành viên ASEAN: Papua New Guinea và Đông Timor.

## Tiêu chí
Hiến chương ASEAN xác định các tiêu chí sau đây để trở thành thành viên:
- Ứng cử viên phải có vị trí địa lý ở Đông Nam Á.
- Ứng cử viên phải được tất cả các quốc gia thành viên ASEAN công nhận.
- Ứng cử viên phải đồng ý chịu sự ràng buộc của Hiến chương ASEAN.
- Ứng cử viên phải có khả năng và sự sẵn sàng thực hiện các nghĩa vụ của một thành viên.

Một trong những nghĩa vụ của một thành viên là thành viên đó trong tương lai phải đồng ý, đăng ký hoặc gia nhập tất cả các điều ước, tuyên bố và thỏa thuận trong ASEAN, bắt đầu với những điều được nêu trong Tuyên bố Bangkok ngày 8 tháng 8 năm 1967 và những điều được xây dựng và phát triển trong nhiều hiệp ước tiếp theo, các tuyên bố và thỏa thuận của ASEAN. Thành viên tương lai phải có khả năng giải quyết vấn đề chung thông qua đàm phán thì mới được tham gia vào Khu vực Mậu dịch Tự do ASEAN và tất cả các thỏa thuận hợp tác kinh tế khác. Một phương tiện quan trọng để định hướng cho một thành viên tương lai là tham dự các cuộc họp của ASEAN và tham gia vào các dự án hợp tác. Các nghĩa vụ khác của một thành viên là một quốc gia phải duy trì các đại sứ quán ở tất cả các quốc gia thành viên hiện tại của khối, và quốc gia đó phải tham dự tất cả các cuộc họp cấp bộ trưởng và hội nghị thượng đỉnh.
Tuyên bố Bangkok không đưa ra điều kiện nào để quốc gia ở ngoài Đông Nam Á trở thành thành viên và các nguyên tắc thông thường trong quan hệ giữa các quốc gia. ASEAN không có tiêu chí thành viên nào liên quan đến đặc điểm của chính phủ, hệ thống tư tưởng và định hướng, chính sách kinh tế hay trình độ phát triển. Nếu có những tiêu chí như vậy để trở thành thành viên, thì một hiệp hội khu vực sẽ không thể tồn tại ở Đông Nam Á do tính đa dạng của nó.
Các quan chức cấp cao của ASEAN đã đồng ý vào năm 1983 rằng tư cách quan sát viên chỉ nên được trao cho các thành viên tiềm năng của ASEAN đáp ứng các tiêu chí đặt ra cho tư cách thành viên ASEAN.

### Tiêu chí tham gia Diễn đàn Khu vực ASEAN
Diễn đàn Khu vực ASEAN (ARF) là cơ chế đối thoại đa phương giữa các quốc gia châu Á–Thái Bình Dương nhằm thúc đẩy đối thoại và tham vấn, cũng như xây dựng lòng tin và ngoại giao phòng vệ trong toàn khu vực. Các tiêu chí thành viên của ARF, cũng như các Đối tác Đối thoại khác, đã được vạch ra trong Diễn đàn ARF lần thứ hai vào năm 1996, tại Jakarta, Indonesia. Các bộ trưởng ARF đã thông qua các tiêu chí rằng các bên tham gia ARF phải là các quốc gia có chủ quyền, mà theo lệnh của Trung Quốc, rõ ràng là nhằm loại trừ Đài Loan. Họ phải "tuân thủ và tôn trọng đầy đủ các quyết định và tuyên bố do ARF đưa ra". Các tiêu chí nhấn mạnh rằng các thành viên ASEAN "tự động" tham gia ARF.

## Lịch sử hình thành

### Thành viên sáng lập
ASEAN được thành lập vào ngày 8 tháng 8 năm 1967, khi các bộ trưởng ngoại giao của năm quốc gia - Indonesia, Malaysia, Philippines, Singapore và Thái Lan - gặp nhau tại tòa nhà Bộ Ngoại giao Thái Lan ở Bangkok và ký Tuyên bố ASEAN, thường được gọi là Tuyên bố Bangkok. Năm ngoại trưởng: Adam Malik của Indonesia, Narciso Ramos của Philippines, Abdul Razak của Malaysia, S. Rajaratnam của Singapore và Thanat Khoman của Thái Lan được coi là các Nhà sáng lập của tổ chức.

Các thành viên hiệp hội từ năm 1967 đến năm 1999

### Tiếp tục mở rộng

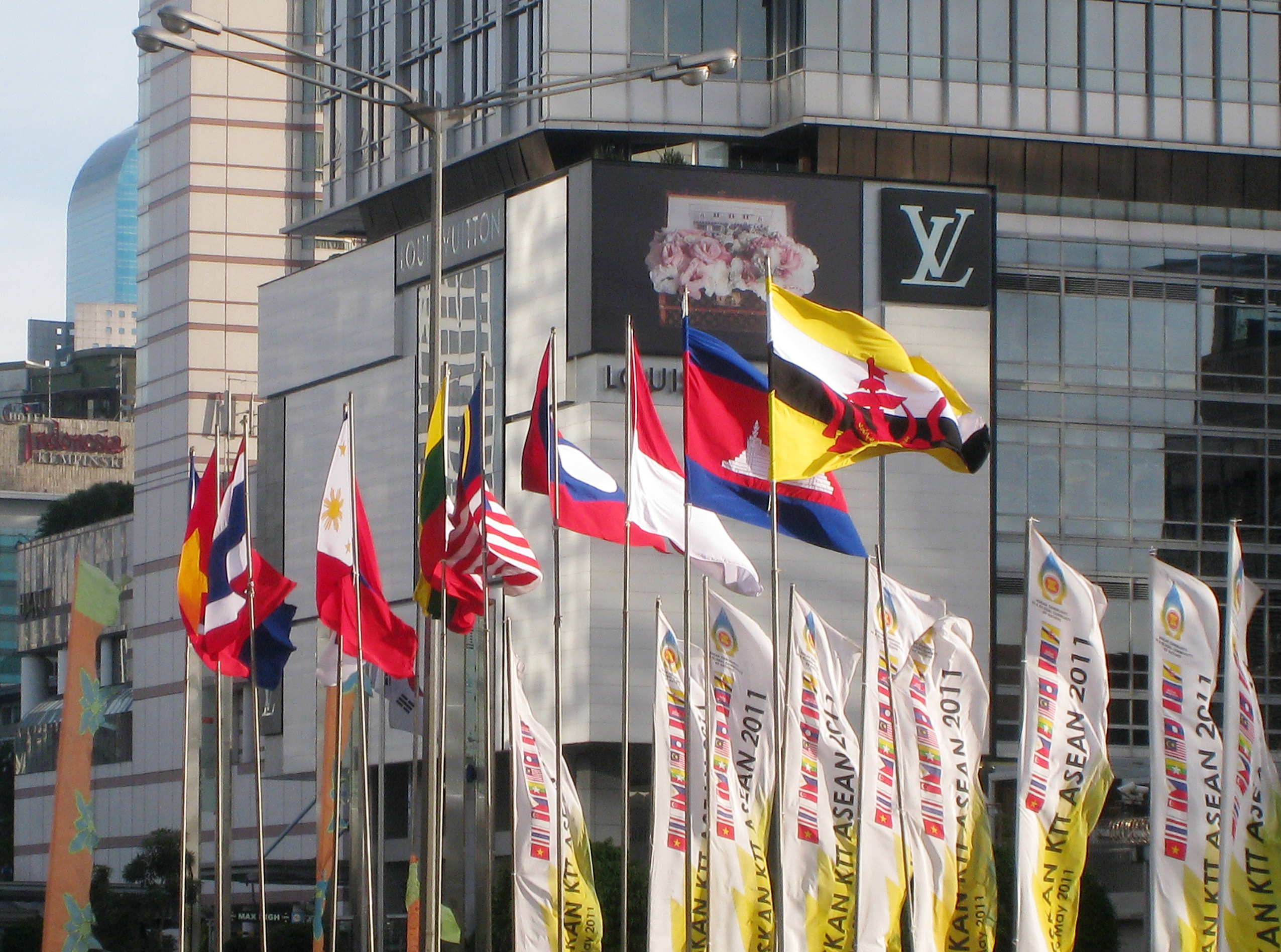
Cờ của mười thành viên ASEAN hiện tại

Năm 1976, Papua New Guinea - quốc gia thuộc vùng Melanesia - được công nhận là quan sát viên. Khối này tiếp tục phát triển khi Brunei trở thành thành viên thứ sáu sau khi gia nhập vào ngày 8 tháng 1 năm 1984, chỉ một tuần sau khi nước này giành được độc lập vào ngày 1 tháng 1.
Việt Nam trở thành quan sát viên của ASEAN vào năm 1993 và là thành viên đầy đủ thứ bảy vào ngày 28 tháng 7 năm 1995.

#### Lào, Myanmar và Campuchia
Ba thành viên mới nhất của ASEAN bắt đầu nộp đơn xin gia nhập khối vào những năm 1990.
Lào trở thành quan sát viên của ASEAN tại Hội nghị Bộ trưởng ASEAN (AMM) lần thứ 25 tại Manila, Philippines, vào tháng 7 năm 1992. Tại Hội nghị AMM lần thứ 28 tại Bandar Seri Begawan, Brunei, Bộ trưởng Ngoại giao Lào tuyên bố rằng ông mong muốn nhìn thấy Lào gia nhập ASEAN vào năm 1997, nêu trong đơn xin gia nhập thành viên ngày 15 tháng 3 năm 1996.
Campuchia được công nhận tư cách quan sát viên tại AMM lần thứ 28 vào tháng 7 năm 1995. Bộ trưởng Ngoại giao Campuchia đã nộp đơn xin trở thành thành viên trong một lá thư đề ngày 23 tháng 3 năm 1996. Giống như Lào, Campuchia cũng mong muốn gia nhập ASEAN vào năm 1997.
Bộ trưởng Ngoại giao Myanmar tham dự AMM lần thứ 27 và 28 với tư cách khách mời của chính phủ nước chủ nhà. Trong cuộc họp lần thứ 28, Myanmar đã tham gia Hiệp ước Thân thiện và Hợp tác ở Đông Nam Á và xin quy chế quan sát viên.
Những người đứng đầu chính phủ của Myanmar, Lào và Campuchia đã gặp gỡ những người đồng cấp của ASEAN trong Hội nghị cấp cao ASEAN lần thứ năm tại Bangkok vào ngày 15 tháng 12 năm 1995. Đại diện của Myanmar bày tỏ hy vọng rằng đất nước của ông sẽ được trao tư cách quan sát viên tại AMM lần thứ 29 vào năm 1996.
Ủy ban An ninh ASEAN (ASC) đã thành lập một nhóm công tác do Phó Tổng thư ký ASEAN Mahadi Haji Wasli làm trưởng nhóm, để xem xét tất cả các vấn đề về tư cách thành viên tiềm năng của Campuchia và Lào. Ngày 17 tháng 7 năm 1996, nhóm công tác đã tiến hành cuộc tham vấn với Vụ trưởng Vụ ASEAN của Lào tại Jakarta.
Tại AMM lần thứ 29, Myanmar được trao tư cách quan sát viên và lần đầu tiên tham gia ARF. Ngày 12 tháng 8 năm 1996, Myanmar nộp đơn xin gia nhập ASEAN với hy vọng gia nhập vào năm 1997 cùng với Campuchia và Lào.  ASC sau đó đã mở rộng nhiệm vụ của Nhóm công tác về tư cách thành viên của Campuchia và Lào để bao gồm cả tư cách thành viên của Myanmar.
Lào và Myanmar trở thành thành viên của ASEAN vào ngày 23 tháng 7 năm 1997. Tư cách thành viên của Campuchia bị hoãn lại do xung đột chính trị nội bộ; sau khi ổn định chính phủ, Campuchia gia nhập vào ngày 30 tháng 4 năm 1999.
Ngoài sự gia tăng về số lượng thành viên, khối này đã nỗ lực để hội nhập sâu rộng hơn vào những năm 1990. Năm 1990, Malaysia đề xuất thành lập một Nhóm Kinh tế Đông Á (EAEC) bao gồm các thành viên lúc bấy giờ là ASEAN và Trung Quốc, Nhật Bản và Hàn Quốc, với ý định cân bằng ảnh hưởng ngày càng tăng của Hoa Kỳ tại Diễn đàn Hợp tác Kinh tế châu Á - Thái Bình Dương (APEC) nói riêng và trong khu vực Châu Á nói chung. Tuy nhiên, đề xuất này đã thất bại do vấp phải sự phản đối gay gắt từ Hoa Kỳ và Nhật Bản. Bất chấp thất bại này, các quốc gia thành viên vẫn tiếp tục nỗ lực để hội nhập sâu hơn và ASEAN+3 được thành lập vào năm 1997.
Năm 1992, Chương trình Thuế ưu đãi có Hiệu lực chung (CEPT) đã được ký kết như một lịch trình giảm dần thuế quan và nhằm tăng "lợi thế cạnh tranh của khu vực với vị thế là cơ sở sản xuất hướng đến thị trường thế giới". Chính sách này đóng vai trò là khuôn khổ cho Khu vực Mậu dịch Tự do ASEAN. Sau cuộc khủng hoảng tài chính Đông Á năm 1997, đề xuất của Malaysia đã được hồi sinh ở Chiang Mai, được gọi là Sáng kiến Chiang Mai, kêu gọi hội nhập kinh tế tốt hơn giữa các nước ASEAN và ASEAN+3.

## Sự mở rộng trong tương lai

Thành viên hiệp hội
Ứng cử viên: Papua New Guinea và Đông Timor
Ứng cử viên tiềm năng cho vị trí quan sát viên ASEAN: Bangladesh và Fiji

### Papua New Guinea
Papua New Guinea (PNG) là quan sát viên của khối từ năm 1976, sớm hơn bất kỳ thành viên không sáng lập ASEAN nào khác. Các nhà lãnh đạo của PNG đã thúc đẩy việc trở thành thành viên đầy đủ từ những năm 1980. Trong Hội nghị AMM lần thứ 29 năm 1996, Bộ trưởng Ngoại giao PNG Kilroy Genia đã đề xuất rằng Papua New Guinea sẽ trở thành thành viên liên kết lâu dài với ASEAN. Thủ tướng PNG Michael Somare đã tuyên bố trong chuyến thăm Philippines năm 2009 rằng đất nước của ông đang xem xét việc đăng ký trở thành thành viên chính thức. Tháng 3 năm 2012, Tổng thống Indonesia Susilo Bambang Yudhoyono bày tỏ sự ủng hộ của ông đối với tư cách thành viên của PNG trong ASEAN.  Tháng 6 năm 2013, Ngoại trưởng PNG Rimbink Pato nhắc lại rằng nước này "rất quan tâm" đến việc gia nhập ASEAN.
Một trở ngại đối với việc gia nhập ASEAN của PNG là vị trí địa lý. Mặc dù nằm cách trụ sở ở Jakarta của ASEAN không xa hơn phía bắc Myanmar, PNG thường được coi là nằm ngoài Đông Nam Á và do đó không đủ tư cách thành viên. Khi quốc gia này được trao tư cách quan sát viên vào năm 1976, họ đã thừa nhận rằng PNG có cùng khu vực chính trị và kinh tế với thành viên ASEAN, và được kết nối về mặt địa lý, bởi vì quốc gia này tạo thành từ một nửa đảo New Guinea, với nửa còn lại bao gồm các tỉnh Papua và Tây Papua của Indonesia.
Năm 2015, PNG đã cử đặc phái viên phụ trách các vấn đề liên quan đến ASEAN, thể hiện quyết tâm thúc đẩy việc trở thành thành viên đầy đủ của ASEAN. PNG cũng đang thực hiện các bước cần thiết để chuẩn bị cho việc gia nhập.

### Đông Timor

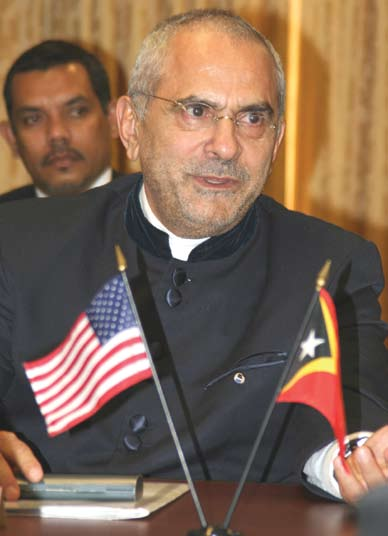
José Ramos-Horta hy vọng Đông Timor có thể gia nhập ASEAN trước năm 2012.

Tháng 3 năm 2011, Đông Timor đã nộp đơn xin gia nhập ASEAN, một động thái được hỗ trợ bởi Indonesia, quốc gia chiếm đóng cũ của họ nay đã trở thành đối tác và Philippines, đồng minh Công giáo duy nhất của họ ở châu Á.
Timor-Leste giành được độc lập vào năm 2002 và từ năm sau đã tham gia Đại hội Thể thao Đông Nam Á, sự kiện thể thao đa môn liên kết với ASEAN. Năm 2005, nước này trở thành nước thứ 25 tham gia ARF. Khó khăn lớn nhất để gia nhập ASEAN là để đất nước trẻ và bị chiến tranh tàn phá này duy trì các đại sứ quán ở tất cả mười quốc gia thành viên ASEAN. Tổng thống Đông Timor José Ramos-Horta hy vọng sẽ trở thành thành viên trước năm 2012.
Việc thiếu sự đồng thuận đã cản trở ASEAN đi đến quyết định về tư cách quan sát viên của Đông Timor và việc nước này gia nhập Hiệp ước Thân thiện và Hợp tác. Hiệp ước phân biệt rõ ràng giữa quyền của các bên ký kết trong khu vực và ngoài khu vực, nhưng liệu Đông Timor có phải là một phần của khu vực hay không vẫn còn gây tranh cãi.
Thủ tướng Singapore Lý Hiển Long vào cuối năm 2011 đã phản đối tư cách thành viên của Đông Timor, do mong muốn đạt được hội nhập kinh tế vào năm 2015, điều mà một nước tương đối kém phát triển như Đông Timor sẽ gây khó khăn. Một số quốc gia thành viên lo ngại rằng, sau khi có sự gia nhập của bốn thành viên tương đối kém phát triển, ASEAN sẽ kết nạp thêm một thành viên thậm chí còn nghèo hơn.
Năm 2015, Đại sứ Đông Timor tại Malaysia cho biết nước này sẵn sàng gia nhập ASEAN khi đáp ứng hai yêu cầu chính là có vị trí trong khu vực và đã mở đại sứ quán tại các nước thành viên ASEAN. Năm 2016, Indonesia tuyên bố rằng việc Đông Timor trở thành thành viên có thể được thực hiện vào năm 2017, dựa trên các nghiên cứu khả thi do cả hai nước tiến hành về sự ổn định, an ninh, kinh tế và văn hóa của Đông Timor sẽ được hoàn thành vào cuối năm 2016. Philippines, một đồng minh thân cận của Đông Timor, sẽ là chủ nhà ARF năm 2017.
Vào tháng 11 năm 2022, sau Hội nghị cấp cao ASEAN lần thứ 40 và 41 tại Phnôm Pênh, khối đã đưa ra tuyên bố đồng ý "về nguyên tắc" tư cách thành viên của Đông Timor, trao cho Đông Timor tư cách quan sát viên tại các cuộc họp cấp cao và nêu rõ rằng lộ trình trở thành thành viên đầy đủ sẽ được đệ trình trong hội nghị thượng đỉnh năm 2023.

## Các quốc gia muốn tham gia
Một số quốc gia đã bày tỏ sự quan tâm đến việc trở thành một phần của ASEAN mặc dù nằm ngoài giới hạn địa lý của Đông Nam Á.

### Bangladesh
Năm 2011, Lào ủng hộ Bangladesh trở thành quan sát viên ASEAN.

### Fiji
Fiji đã và đang bày tỏ sự quan tâm đến việc được cấp tư cách quan sát viên tại ASEAN. Năm 2011, Tổng thống Indonesia, Susilo Bambang Yudhoyono, được cho là đã khuyên Thủ tướng Fiji, Chuẩn đô đốc Frank Bainimarama, rằng ông sẽ ủng hộ việc xem xét yêu cầu này trong nhiệm kỳ Chủ tịch ASEAN của Indonesia.

### Sri Lanka
Sri Lanka ban đầu được mời tham gia ASEAN với tư cách là thành viên sáng lập vào ngày 8 tháng 8 năm 1967, tuy nhiên quốc gia này đã không tiến hành vì khi đó ASEAN thân phương Tây và Sri Lanka đang theo đuổi chính sách không liên kết. Singapore cũng có phản đối từ vì lo ngại bất ổn trong nước do căng thẳng giữa hai nhóm sắc tộc chính của Sri Lanka. Sự quan tâm từ trong nước sau đó trở nên rõ ràng và nước này đã cố gắng gia nhập ASEAN vào năm 1981. Năm 2007, Sri Lanka nằm trong số 27 nước tham gia ARF.

## Các quốc gia khác

### Úc
Tháng 2 năm 2018, tổ chức tư vấn độc lập Viện Chính sách Chiến lược Úc đã khuyến nghị rằng Úc nên tìm kiếm tư cách thành viên ASEAN vào năm 2024. Trong một cuộc phỏng vấn năm 2018 với Fairfax Media, Tổng thống Indonesia Joko Widodo đã tuyên bố rằng Úc nên tham gia tổ chức này. Năm 2016, cựu thủ tướng Úc Paul Keating đề nghị Úc tham gia ASEAN.

### Mông Cổ và Thổ Nhĩ Kỳ
Tháng 5 năm 2017, Tổng thống Philippines Rodrigo Duterte cho biết Mông Cổ và Thổ Nhĩ Kỳ bày tỏ mong muốn gia nhập ASEAN. Sau đó, ông tuyên bố rằng ông sẽ thúc đẩy các quốc gia thành viên khác tham gia.

### New Zealand
Tháng 2 năm 2018, tổ chức tư vấn độc lập Viện Chính sách Chiến lược Úc đã khuyến nghị rằng Úc và New Zealand nên cùng tham gia ASEAN vào năm 2024.

### Palau
Tháng 6 năm 2019, một nhà nghiên cứu tại Đại học Johns Hopkins đã khuyến nghị rằng Palau có tiềm năng tham gia một cách có ý nghĩa vào ASEAN. Sau đó, ông lập luận rằng Hoa Kỳ nên cố gắng thuyết phục Thái Lan thúc đẩy tư cách quan sát viên cho Palau trong nhiệm kỳ chủ tịch ASEAN.